# Úmluva o některých konvenčních zbraních
Úmluva o zákazu nebo omezení užívání některých konvenčních zbraní, které mohou způsobovat nadměrné utrpení nebo mít nerozlišující účinky, uzavřená v Ženevě 10. října 1980 a platná od prosince 1983, je rámcová úmluva sledující zákaz a omezení těch konvenčních zbraní, které způsobují nepřiměřené utrpení nebo mají nerozlišující účinky.

## Specifické dodatky
Úmluvu doplňuje pět dodatkových protokolů, jakýchsi prováděcích vyhlášek, obsahujících konkrétní věcnou úpravu. První tři byly přijaty společně s úmluvou.
- Protokol I. omezující tříštivé zbraně
- Protokol II. omezující nástražné miny
- Protokol III. omezující zápalné zbraně
- Protokol IV. omezující oslepující laserové zbraně (přijatý 13. října 1995 ve Vídni)
- Protokol V. o výbušných zbytcích války (přijatý v Ženevě 28. listopadu 2003)

## Věcný obsah
Úmluva zakazuje používání zbraní produkujících střepiny nezjistitelné rentgenem, omezuje používání min, zakazuje užívání některých nástrah, omezuje užívání zbraní zápalných a zakazuje laserové oslepující zbraně. Pátý dodatkový protokol přikazuje evidovat veškerou nevybuchlou munici, varovně označit místa, kde se nachází a následně tyto oblasti vyčistit – munici odvézt nebo zlikvidovat.